# Església de Santa Maria de Lladó
L'Església de Santa Maria de Lledó és un edifici religiós del municipi de Lledó (Alt Empordà) declarat bé cultural d'interès nacional (1925). Està al costat del Monestir de Santa Maria de Lledó.

## Descripció
L'església romànica de Santa Maria de Lledó es troba al centre del poble. És un temple de planta basilical, orientada a llevant, de tres naus acabades amb absis semicirculars. Interiorment s'adopta el sistema de columnes adossades als pilars per a suport dels quatre arcs torals. La volta de la nau central és de canó apuntat, més alta que les laterals, cobertes amb quart de cercle i els absis són coberts amb volta de quart d'esfera. A l'exterior la nau central és coberta a dues vessants amb teula àrab i les laterals a un vessant de poca inclinació. La façana de ponent és centrada per la portalada a on s'hi troba representat un dels conjunts escultòrics més notables del segle xii. Aquesta façana segueix la disposició de les naus: la central més alta que les laterals, amb tres cossos en sentit horitzontal. El primer amb la gran portalada, el segon amb una obertura i un tercer, que sembla un afegit a l'estructura original. A la nau de la dreta s'ha incorporat un parell de merlets que sostenen el sistema campanar.
Una cornisa horitzontal separa els dos primers cossos d'aquesta façana principal: a sobre, amb tres arquivoltes i un parell de columnes als brancals, hi ha una finestra. A banda i banda de la porta hi ha làpides sepulcrals encastades al mur. L'absis central té una finestra de doble esqueixada que a l'exterior és ornada amb una columneta a cada banda. Al mur sud hi ha tres finestres, dues refetes en treure la capella de Sant Lambert i la sagristia del segle xviii en una restauració recent. Al mur nord hi ha tres portes senzilles, ara tapiades, que donaven accés al claustre, ara desaparegut. L'aparell és a base de pedra, en gran part desbastada.
La seva història va molt lligada a la del Monestir de Santa Maria de Lledó.

## Galeria d'imatges

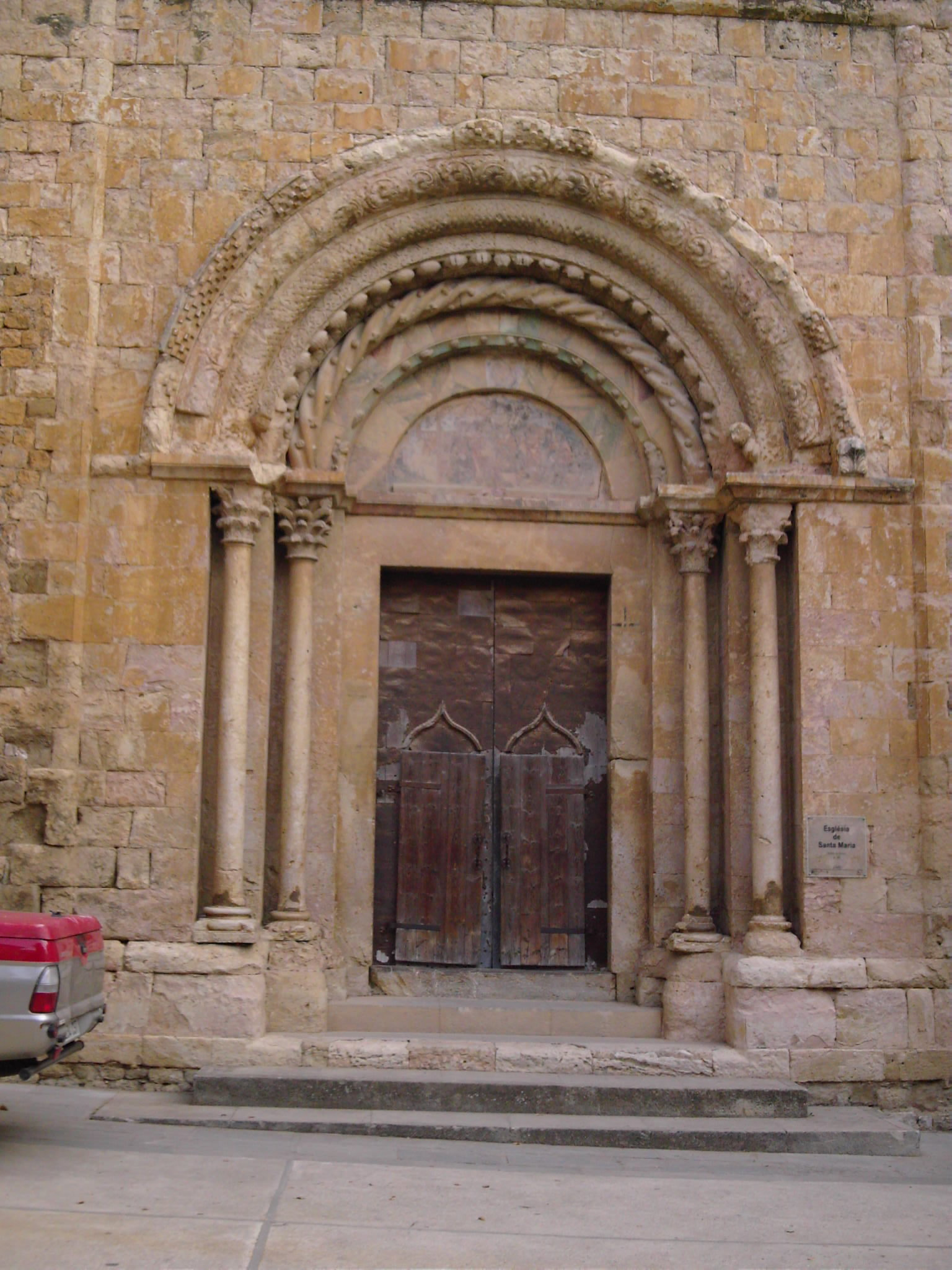
Portalada
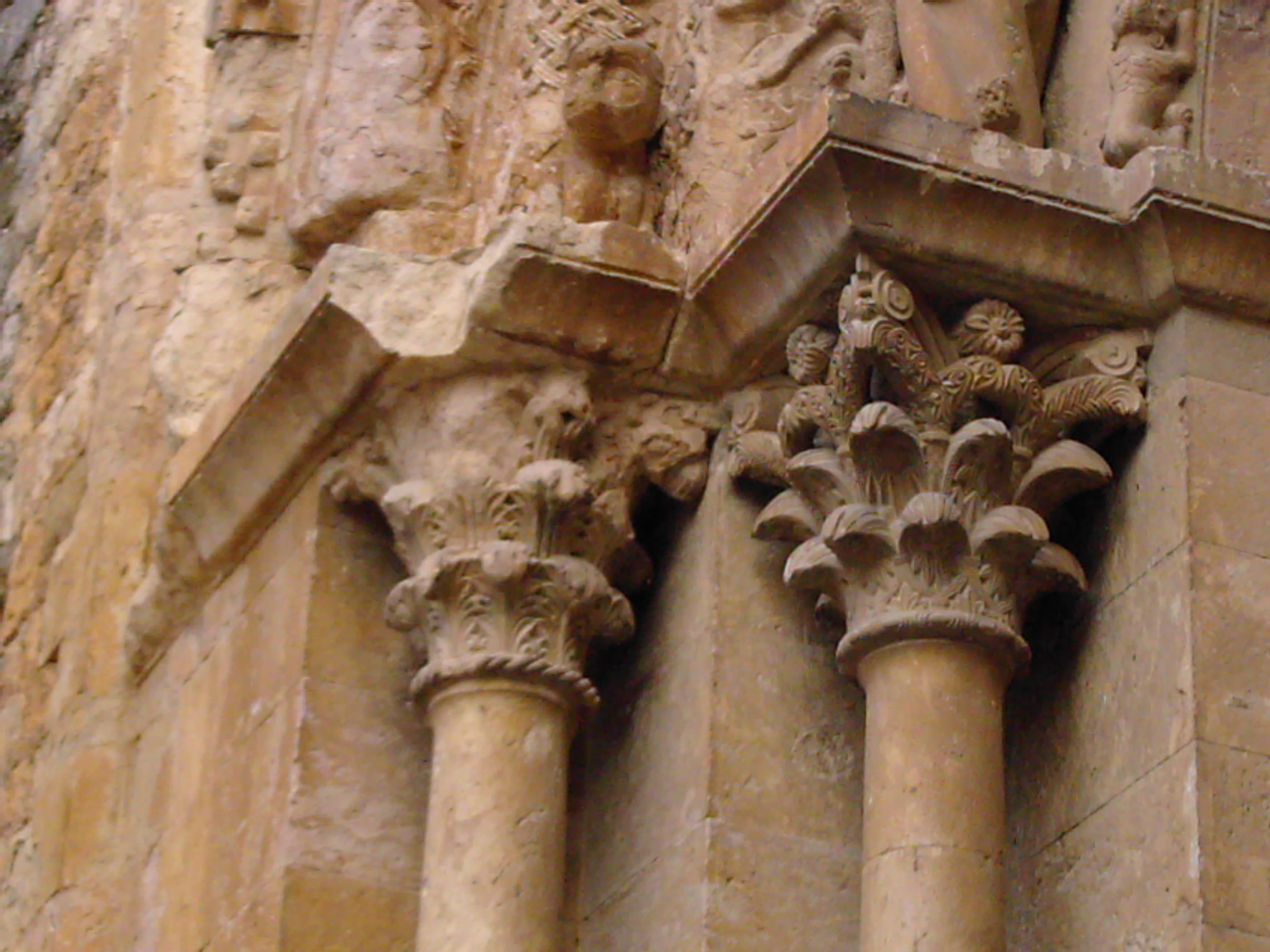
Capitells de la portalada
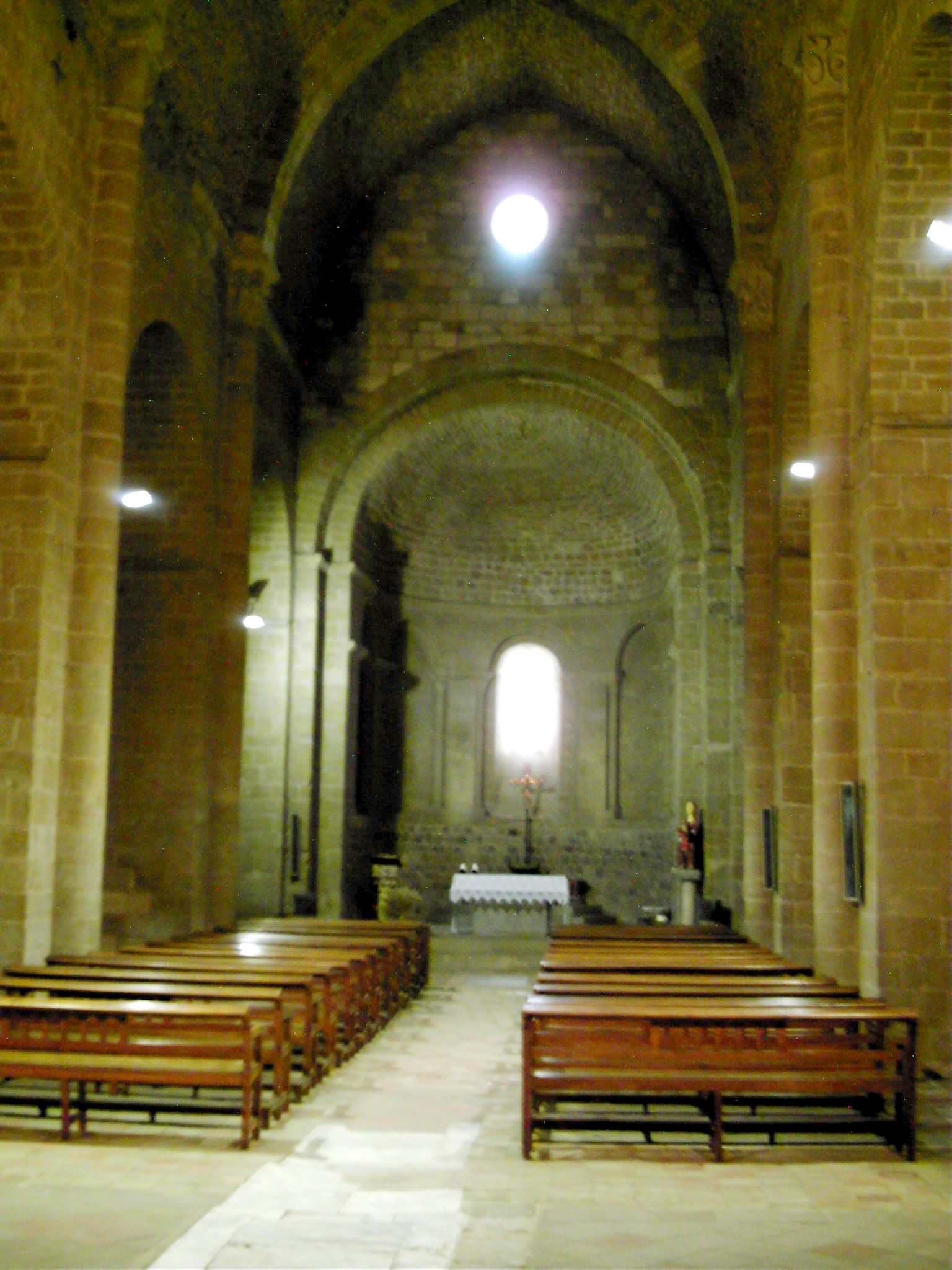
Nau central i capçalera
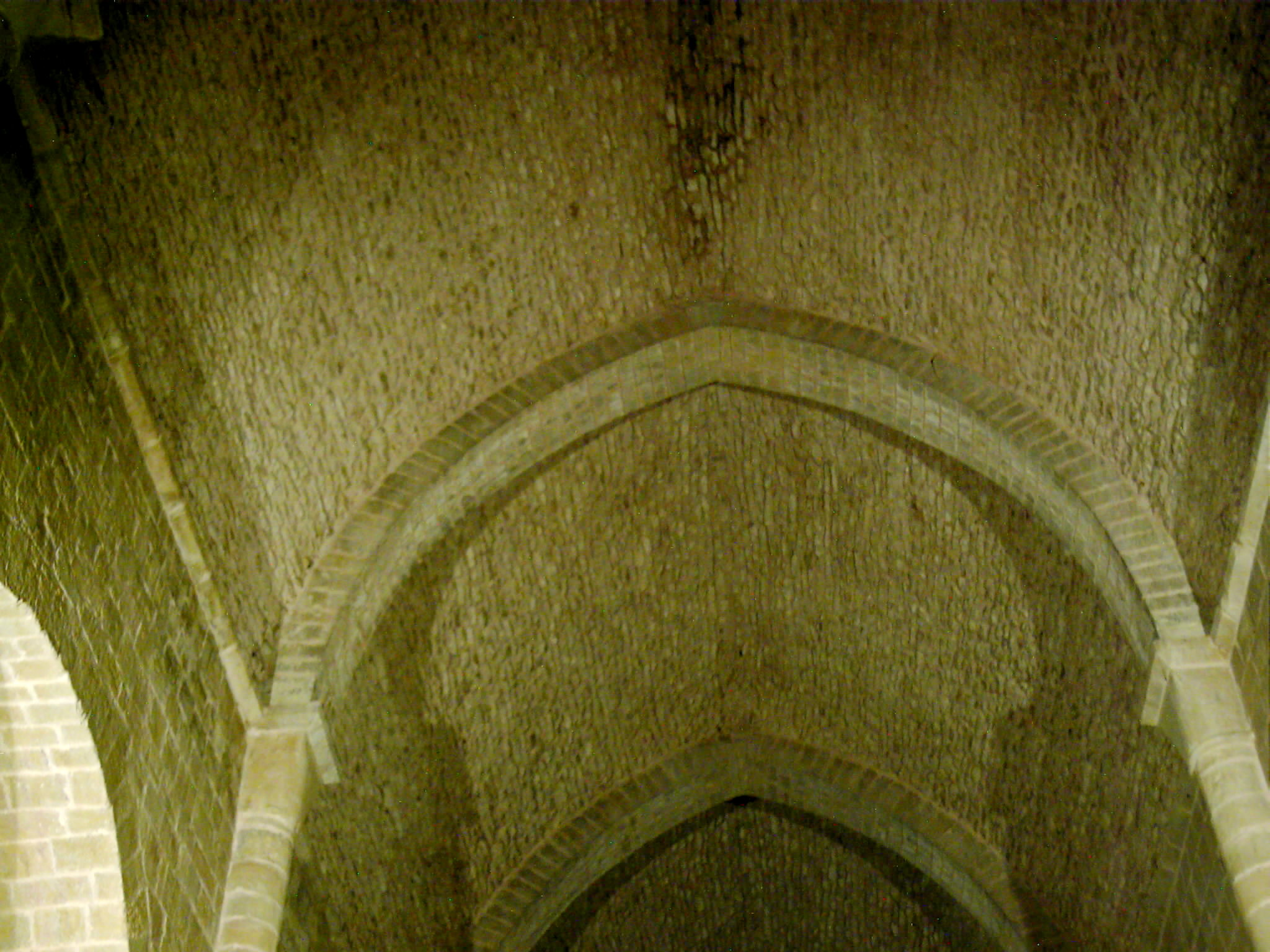
Volta de la nau central
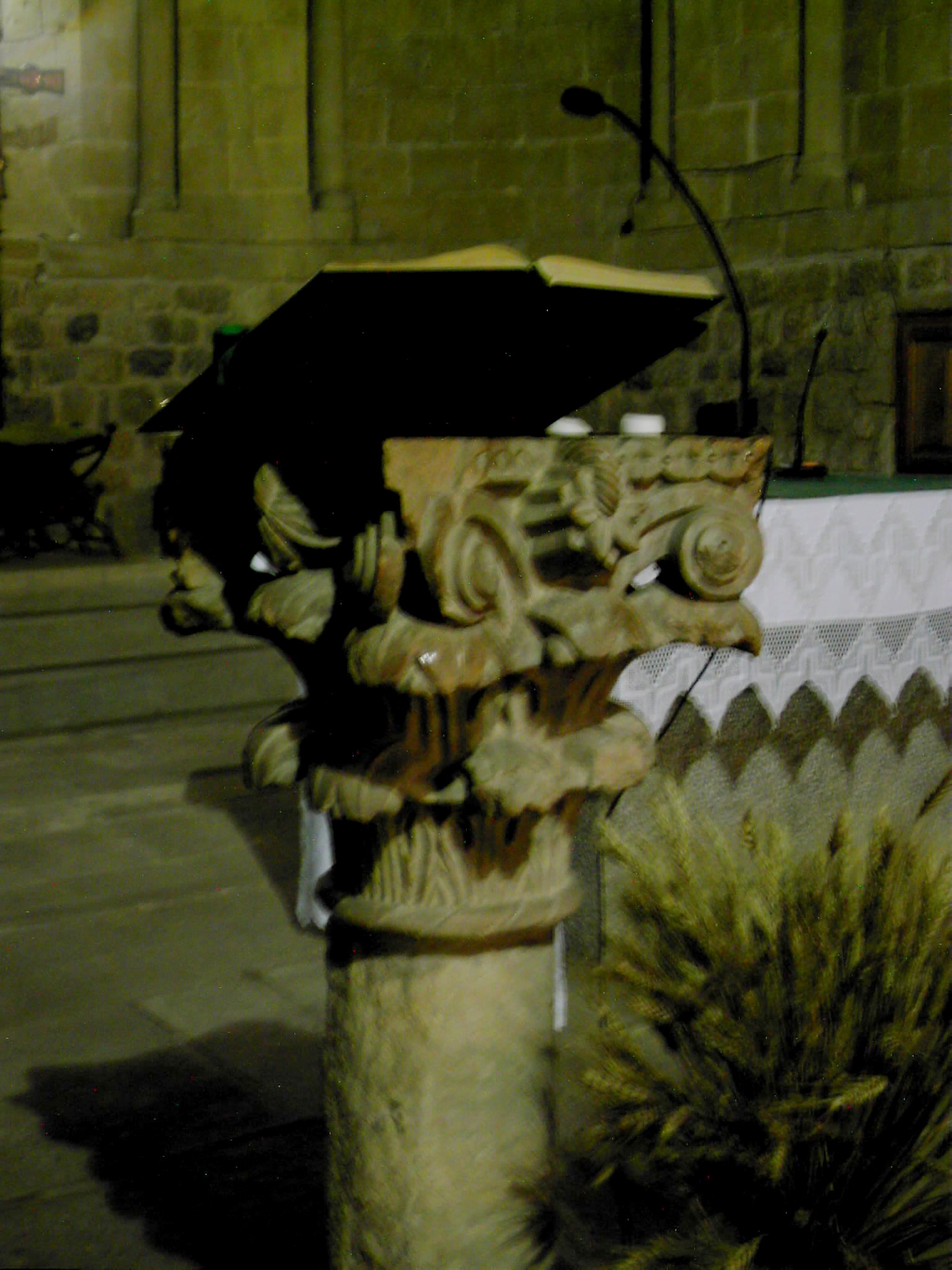
Recuperació d'un capitell de l'antic claustre